# Timia camillae
Timia camillae är en tvåvingeart som först beskrevs av Josef Mik 1889.  Timia camillae ingår i släktet Timia och familjen fläckflugor. Inga underarter finns listade i Catalogue of Life.